# Jacques Gubbels
J.M.W. (Jacques) Gubbels (Echt, 9 juli 1920 – Heythuysen, 16 maart 2019) was een Nederlands politicus; eerst van de KVP en later partijloos.
Hij werd geboren als zoon van Godefridus Gubbels (1885-1958; slager en landbouwer) en Maria Elisabeth Hubertina Dings (1888-1968). Hij was gemeente-ontvanger te Roggel voordat hij daar in januari 1951 op 30-jarige leeftijd burgemeester werd. In februari 1983 ging Gubbels vervroegd met pensioen. Begin 2019 overleed hij op 98-jarige leeftijd. In Roggel is naar hem de 'Burgemeester Gubbelsstraat' hernoemd. Zijn jongere broer Ton Gubbels is ook in Limburg burgemeester geweest.